# Berserkers
Ne doit pas être confondu avec Berserk.
Berserkers est le quatrième tome de la série de bande dessinée Les Mondes de Thorgal - La Jeunesse, dont le scénario a été écrit par Yann et les dessins et couleurs réalisés par Roman Surzhenko. L'album fait partie d'une série spin-off qui suit les aventures du jeune Thorgal avant la série principale éponyme.

## Synopsis
À la suite de l'enlèvement d'Aaricia par les berserkers, une expédition viking, entre autres composée de Thorgal, Sigurd et Ratatösk, part en mer pour la retrouver.

Dans le bateau berserker, un combat se joue entre leur chef, Moldi-le-furieux et Runa, la mercenaire Skjaldmö qu’il avait engagée pour les aider à piller les vikings.

Gandalf-le-fou, quant à lui, est resté sur la terre ferme et tente de reprendre à Hiérulf-le-penseur le trône des Vikings du Nord qu'il a perdu au jeu.

## Publications
- Le Lombard, avril 2016  (ISBN 978-2803636785)